# Região Geográfica Imediata de Barreiros-Sirinhaém
A Região Geográfica Imediata de Barreiros-Sirinhaém é uma das 18 regiões imediatas do estado brasileiro de Pernambuco, uma das nove regiões imediatas que compõem a Região Geográfica Intermediária do Recife e uma das 510 regiões imediatas no Brasil, criadas pelo IBGE em 2017.
É composta por cinco municípios, tendo uma população estimada pelo IBGE para 2020 de 157 962 habitantes e uma área total de 1 118,146 km².
As cidades-sede Barreiros e Sirinhaém são as duas mais populosas da região, tendo juntas mais de 55% da população total.

## Municípios
Fonte: IBGE – Cidades
| Município                | População Estimativa 2020 | Área (km²) |
| ------------------------ | ------------------------- | ---------- |
| Barreiros                | 42 764                    | 233,433    |
| Rio Formoso              | 23 628                    | 227,458    |
| São José da Coroa Grande | 21 586                    | 69,184     |
| Sirinhaém                | 46 361                    | 374,321    |
| Tamandaré                | 23 623                    | 213,750    |
| Total                    | 157 962                   | 1 118,146  |